# Susan Isaacs (écrivain)
Pour les articles homonymes, voir Isaacs.
Susan Isaacs, née le 7 décembre 1943 dans le quartier de Brooklyn, à New York, est une romancière et scénariste américaine, spécialisée dans le roman policier.

## Biographie
Elle fait des études au Queens College. Elle travaille pour le magazine Seventeen où elle s'occupe du courrier du cœur sous le nom-maison de Abigail Wood puis, en devient la rédactrice en chef. En 1970, elle s'arrête de travailler et se consacre à l'écriture à partir de 1973.
En 1978, elle publie son premier roman, Positions compromettantes (Compromising Positions). Ce roman devient un best-seller, bien que considéré par Michel Lebrun comme un « piètre roman policier mais effrayant reportage sur la vie des ménagères américaines dans les lotissements nouveaux-riches ». En 1985, Susan Isaacs signe le scénario tiré de son roman pour le film homonyme réalisé par Frank Perry.
En 1987, elle fait paraître Notre espionne à Berlin (Shining Through) adapté encore une fois par elle-même pour le film Une lueur dans la nuit (Shining Through) réalisé par David Seltzer en 1992.
Après Retour de flamme (Magic Hour), paru en 1990, dont l'intrigue « ne constitue (certes) pas une grande nouveauté », elle publie, en 1993, Ce cher disparu (After All These Years) qui « est un bon suspense parsemé d'humour », selon Claude Mesplède.
Comme actrice, Susan Isaacs apparaît brièvement dans deux films : elle incarne le personnage de Trixie dans Deadly Passion, film réalisé par Larry Larson en 1987, et joue une occultiste dans La Joyeuse Revenante (Hello Again), un film réalisé par Frank Perry en 1987, sur un scénario original de Susan Isaacs.

## Œuvre

### Romans

#### SérieJudith Singer
- Compromising Positions (1978) Publié en français sous le titre Positions compromettantes, Paris, Éditions Belfond (1986)  (ISBN 2-7144-1899-6)
- Long Time No See (2001) Publié en français sous le titre Tout doit disparaître, Paris, Presses de la Cité (2002)  (ISBN 2-258-05817-1) ; réédition, Paris, Pocket, coll. « Presses-Pocket » no 11832 (2004)  (ISBN 2-266-12920-1)
- Compliments of a Friend (2013)

#### SérieCorie Geller
- Takes One To Know One (2019)
- Bad, Bad Seymour Brown (2023)

#### Autres romans
- Close Relations (1980)
- Almost Paradise (1984) Publié en français sous le titre Si près du paradis, Paris, Éditions Stock (1984)  (ISBN 2-234-01743-2) ; réédition, Paris, Éditions de la Seine, coll. « Succès du livre » (1997) (ISBN 2-7382-0965-0) édité erroné (BNF 35861854)
- Shining Through (1988) Publié en français sous le titre Notre espionne à Berlin, Paris, Éditions Stock (1989)  (ISBN 2-234-02179-0) ; réédition sous le titre Une lueur dans la nuit, Paris, Pocket, coll. « Presses-Pocket » no 3759 (1992)  (ISBN 2-266-04497-4)
- Magic Hour (1991) Publié en français sous le titre Retour de flamme, Paris, Presses de la Cité (1991)  (ISBN 2-258-03356-X) ; réédition, Paris, Pocket, coll. « Presses-Pocket » no 2881 (1993)  (ISBN 2-266-06099-6)
- After All These Years (1993) Publié en français sous le titre Ce cher disparu, Paris, Presses de la Cité (1994)  (ISBN 2-258-00110-2)
- Lily White (1996) Publié en français sous le titre Lily White, Paris, Presses de la Cité (1998)  (ISBN 2-258-04556-8)
- Red, White and Blue (1998)
- Any Place I Hang My Hat (2004)
- Past Perfect (2007)
- As Husbands Go (2010)
- Goldberg Variations (2012)

### Novellas
- A Hint of Strageness (2015)

### Nouvelles
- My Cousin Rachel's Uncle Murray (2002) Publié en français sous le titre L'Oncle Murray de ma cousine Rachel, dans le recueil Meurtres en famille, Paris, Éditions Albin Michel, coll. « Spécial suspense » (2005)  (ISBN 2-226-15841-3) ; réédition, Paris, LGF, coll. « Le Livre de poche » no 37250 (2007)  (ISBN 978-225-312039-1)

### Autre ouvrage
- Brave Dames and Wimpettes (1999)

## Filmographie

### Adaptations
- 1985 : Compromising Positions, film américain réalisé par Frank Perry, adaptation par Susan Isaacs de son propre roman homonyme
- 1992 : Une lueur dans la nuit (Shining Through), film américain réalisé par David Seltzer, adaptation de Notre espionne à Berlin (Shining Through)

### Scénario
- 1987 : La Joyeuse Revenante (Hello Again), film américain réalisé par Frank Perry, scénario original de Susan Isaacs

## Prix et nominations

### Nominations
- Prix Last Laugh Dagger 1994 pour After All These Years[3]
- Prix Lefty 2002 pour Long Time No See[4]
- Prix Sue Grafton 2024 pour Bad, Bad Seymour Brown[5]

## Sources
: document utilisé comme source pour la rédaction de cet article.
- Claude Mesplède (dir.), Dictionnaire des littératures policières, vol. 1 : A - I, Nantes, Joseph K, coll. « Temps noir », 2007, 1054 p. (ISBN 978-2-910-68644-4, OCLC 315873251), p. 1031-1032